# Maitane Carballo
Maitane Carballo Alonso (Vitoria) es una especialista en sonido y editora de cine documental española.

## Biografía
En 2013 realizó el grado superior en Realización de audiovisuales y espectáculos en el centro Mendizabala BHI de Vitoria. En 2015 finalizó el máster en Montaje Sonido y postproducción de la Escuela de Cine del País Vasco - ECPV.
En 2016 participó en la película Argi, que reunió a alumnado de la Escuela de Cine del País Vasco. La historia cuenta cómo crece una niña de Elorrio en el contexto del franquismo.
En 2018, junto a Arantzazu Alonso y Olatz Alonso, impulsó el proyecto Rompiendo Moldes, un documental para visibilizar a las deportistas alavesas en el cual se entrevistó a Maite Zúñiga, Irantzu García, Nagore Martín, Eli Pinedo, Yulema Corres, Lourdes Oyarbide, Ana Aguiriano y Marta Tudanca, así como a entrenadoras, juezas y directoras como Madelén Urieta, Idurre Frías y Livia López.
En 2019 y durante los próximos dos años recorrió más de 9 países trabajando como jefa de sonido en una serie documental que contará al público algunas de las historias más impresionantes que aún existen entre los humanos y la vida salvaje en nuestro planeta, llamada Voices Of Earth. Serie documental producida por Gariza Films. El rodaje tuvo lugar en países como Brasil, Sudán del Sur, Mozambique, Madagascar, Islandia... Conviviendo con diferentes comunidades y tribus indígenas.
En 2020, dirigió la pieza (Ez) Ezagun para la película colectiva Begirada, en la que se muestra el día a día de una mujer inmigrante que vive en Vitoria. La película se presentó durante la 36ª Semana del Cine Vasco.
Posterior a esta serie su inquietud por el cine social y de temática antropológica ha ido creciendo y ha participado como sonidista en proyectos como; ANQA También ha trabajado como auxiliar de sonido de Eva Valiño en la película 20.000 especies de Abejas.
Actualmente ha fundado junto a otros tres compañeros una productora llamada Carapirú Studios. Es una productora de nueva creación formada por cuatro profesionales -compañer@s y amig@s- que en conjunto han viajado a más de 100 países y recorrido algunos de los lugares más remotos de la Tierra para capturar las voces e imágenes de las historias más fascinantes que hay en nuestro planeta.

## Filmografía

#### Directora de cine
- 2020: (Ez) Ezagun - Begirada.[15]

#### Editora de cine
- 2021: Yungay 7020 (documental).[16]
- 2020: La Distancia.
- 2019: Mi pequeño gran samurái.
- 2019: Tacto.
- 2018: June.
- 2018: Muga deitzen da Pausoa.
- 2017: Night Shift.
- 2017: Miranda y el mar.
- 2016: Argi.[17]
- 2016: Nazca: Fuego Amigo.

#### Sonido
- 2024: Chaplin: Espíritu gitano" dirigido por Carmen Chaplin. Sonido directo.
- 2024: Erreplika Largometraje documental de Zazpiterdi dirigido por Pello Gutierrez. Ganador del premio del público en el Festival de San Sebastian.
- 2024: Hate Songs Largometraje de ficción de Mundo Cero dirigido por Alejo Levis.
- 2023: Anqa documental rodado en Jordania. Se centra en tres mujeres jordanas que apenas sobrevivieron a la violencia que les infligieron los hombres, escuchándolas hablar con la lógica opaca del trauma. Dirección: Helin Celik
- 2023: Dena Asmatuta dago cortometraje de Jone Arriola.
- 2023: 20.000 Especies de Abejassegunda ayudante de sonido de Eva Valiño
- 2022: Joy.
- 2022: Tetuán.
- 2022: Encajada.
- 2022: Cabeza y corazón.[18]
- 2021: Voices of Earth.
- 2021: Érase una vez en Euskadi. Auxiliar de sonido de Diana Sagrista
- 2020: Tabira.[19]
- 2020: Ya no duermo.[20]
- 2020: Bi urte, lau hilabete eta egun bat.
- 2019: Laatash.
- 2014: La última voluntad de Emilio Cancela.

#### Montaje
- 2022: My Way Out. Documental de Izaskun Arandia presentado en la sección Zinemira del Festival de San Sebastián.[21]

## Premios y reconocimientos
- Premio en el Concurso de Ideas Jóvenes Haziak del Ayuntamiento de Vitoria (2018).[4]
- Nominación al mejor sonido por la película Bi urte, lau hilabete eta egun bat en la 35ª edición de los Premios Goya (2021).[22][23]